# فرماندهی حفاظت رهبر کره شمالی

نماد رژیم کره شمالی

فرماندهی حفاظت رهبر (به انگلیسی: Supreme Guard Command) معروف به واحد ۹۶۳ نام سازمانی اطلاعاتی و امنیتی که مسئول حفاظت از جان خانواده کیم در کره شمالی است .

## نام گذاری
نام این واحد به خاطر ترتیب واحدها نیست بلکه به این دلیل است که خانواده کیم تصور می‌کند که عدد ۹ برای آنها شانس می‌آورد و از یک عدد ۹ به طور مستقیم و عدد دیگر ۹ به طور غیر مستقیم استفاده کرده (۶ + ۳).